# Saison 2 de No Limit
Chronologie
Saison 1 Saison 3
Cet article présente le guide des épisodes de la deuxième saison de la série télévisée No Limit.

## Synopsis
Vincent doit désormais composer avec un nouveau partenaire...qui n'est autre que le futur mari de son ex-femme Alexandra! Ces deux rivaux devront traquer ensemble une mystérieuse organisation criminelle. En plus de ses missions à haut risque, Vincent devra jongler entre la crise d'adolescence de sa fille et les enquêtes de sa sœur flic.

## Généralités
Cette saison est composée de 8 épisodes. 
En France, elle est diffusée depuis le 14 novembre 2013 sur TF1.
En Belgique, elle est diffusée sur la RTL TVI depuis le 7 novembre 2013.

## Panorama des saisons
|  | 2 | 8 | 14 novembre 2013 | 5 décembre 2013 | 29 janvier 2014 |

## Distribution

### Acteurs principaux
- Vincent Elbaz : Vincent Libérati
- Anne Girouard : Juliette
- Hélène Seuzaret : Alexandra
- Sarah Brannens : Lola Libérati
- Christian Brendel : Col. De Boissieu
- Vanessa Guide : Marie Dulac
- Tchéky Karyo : Franck Koskas
- Dimitri Storoge : Marco

### Acteurs récurrents
- Philippe Herisson : Bertrand Rey
- Bernard Destouches : Bago
- Damien Jouillerot : Tony Massart
- Franck de Lapersonne : Professeur Grimberg
- Véronique Kapoian : Cdt. Nadine Leroy
- Makita Samba : Arthur Lefranc
- Jean-Marie Paris : Bouly
- Franck Sémonin : Christophe
- Bruno López : Valéra
- Christophe Carotenuto : Richard Christophe
- Clément Brun : Rémy
- Mahamadou Coulibaly : Mamadou
- Tapa Sudana : Dr Yinchaun
- Martin Barlan : Virgile
- Tarig Bettahar : La Mule
- Karine Pedurand : Fatou
- Stéphanie Pareja : La Proviseure
- Christiane Conil : Mlle Pautret
- Camille Damour : secrétaire de la Commission Européenne

## Épisodes
| № | # | Titre                      | Réalisation            | Scénario                      | Audiences (millions) | Première diffusion |
| --- | - | -------------------------- | ---------------------- | ----------------------------- | -------------------- | ------------------ |
| 7 | 1 | Diamants de sang           | Barthélémy Grossmann   | Franck Philippon & Luc Besson | 5,9                  | 14 novembre 2013   |
| Vincent remonte une filière illégale de diamants nommée «La main noire». Cette mission est d’autant plus urgente pour Vincent que le responsable de l’organisation est directement impliqué dans l'incendie criminel du lycée de Lola, pour lequel le pauvre Arthur est accusé ! Pour cette mission, Vincent doit travailler au quotidien avec Bertrand, devenu expert es-blanchiment d’Hydra et sur le point de se marier avec son ex-femme. Autant dire qu’il y a de l’électricité dans l’air à Hydra ! |   |                            |                        |                               |                      |                    |
| 8 | 2 | Infiltration               | Barthélémy Grossmann   | Franck Philippon & Luc Besson | 5,09                 | 14 novembre 2013   |
| Pour gagner la confiance de Koskas, l’homme à la tête du réseau tentaculaire dans lequel Hydra a mis les pieds et s’infiltrer dans l’organisation, Vincent doit dérober aux policiers un stock de diamants et le lui rendre… Pendant ce temps, Alex se jette dans la gueule du loup en se lançant dans une enquête sur la société immobilière qu’elle tient pour responsable de l’incendie du lycée, qui n’est autre que celle de Koskas !                                                                |   |                            |                        |                               |                      |                    |
| 9 | 3 | Braquage à la marseillaise | David Morley           | Franck Philippon & Luc Besson | 5,38                 | 21 novembre 2013   |
| Infiltré dans l’organisation de Koskas, Vincent se voit confier son premier travail. Il va devoir commettre un braquage et une exécution pour son nouveau patron, au risque de se retrouver arrêté par la police… La mission est évidemment un test de loyauté obligatoire : personne ne travaille pour "La main noire" sans avoir fait ses preuves par le sang ! Lola tombe sous le charme de Virgile, altermondialiste, dont elle admire les combats, au grand dam d’Arthur…                            |   |                            |                        |                               |                      |                    |
| 10 | 4 | Mort ou vif                | David Morley           | Franck Philippon & Luc Besson | 4,9                  | 21 novembre 2013   |
| Vincent, sur le point de voir sa couverture découverte, doit sauver l’infâme Koskas de tous les dangers, y compris de Juliette, qui enquête sur le braquage de la banque… alors même que le trafiquant commence sérieusement à séduire Alex ! Juliette, toujours sur la piste du "justicier masqué", se rapproche dangereusement du secret d’Hydra… |   |                            |                        |                               |                      |                    |
| 11 | 5 | Le prototype               | Frédéric Berthe        | Franck Philippon & Luc Besson | 5,5                  | 28 novembre 2013   |
| Vincent doit dérober un prototype révolutionnaire de drone à l’armée française pour mieux "coincer" Koskas... Celui-ci lui demande d’éliminer Bertrand, qu’il prend pour la taupe… |   |                            |                        |                               |                      |                    |
| 12 | 6 | Mariage à haut risque      | Frédéric Berthe        | Franck Philippon & Luc Besson | 4,8                  | 28 novembre 2013   |
| Vincent a vingt-quatre heures pour déjouer la menace d’un drone, désormais équipé de missiles, tout en se débattant pour conduire Alex et Bertrand à l’autel ! Il doit, par ailleurs, échapper aux soupçons de sa sœur, qui pense qu’il est le "justicier masqué"… |   |                            |                        |                               |                      |                    |
| 13 | 7 | Vacances, j'oublie tout    | Ludovic Colbeau-Justin | Franck Philippon & Luc Besson | 5,9                  | 5 décembre 2013    |
| Vincent pensait pouvoir enfin s’offrir un peu de repos, une croisière pour souffler en famille, mais le devoir le rappelle… Il doit affronter le fidèle lieutenant de Koskas. Pendant ce temps, rien ne va plus du côté d’Hydra car Juliette est sur le point de tout découvrir ! |   |                            |                        |                               |                      |                    |
| 14 | 8 | Panique chimique           | Ludovic Colbeau-Justin | Franck Philippon & Luc Besson | 5,3                  | 5 décembre 2013    |
| Abandonné de tous, traqué par sa sœur et les autorités légales, Vincent a quatre heures pour empêcher un attentat spectaculaire dans lequel Alex et sa fille pourraient laisser la vie… |   |                            |                        |                               |                      |                    |

## Audiences
| #  | Épisode | Titre original | Date de diffusion originale | Horaire de diffusion | Audiences | PDM    |
| -- | ------- | -------------- | --------------------------- | -------------------- | --------- | ------ |
| 7  | 1       | Épisode 1      | 14 novembre 2013            | Jeudi 20 h 50        | 5 900 000 | 22 %   |
| 8  | 2       | Épisode 2      | 14 novembre 2013            | Jeudi 21 h 45        | 5 090 000 | 23,6 % |
| 9  | 3       | Épisode 3      | 21 novembre 2013            | Jeudi 20 h 50        | 5 380 000 | 20,2 % |
| 10 | 4       | Épisode 4      | 21 novembre 2013            | Jeudi 21 h 45        | 4 900 000 | 24 %   |
| 11 | 5       | Épisode 5      | 28 novembre 2013            | Jeudi 20 h 50        | 5 500 000 | 20,9 % |
| 12 | 6       | Épisode 6      | 28 novembre 2013            | Jeudi 21 h 45        | 4 800 000 | 21 %   |
| 13 | 7       | Épisode 7      | 5 décembre 2013             | Jeudi 20 h 50        | 5 900 000 | 22,4 % |
| 14 | 8       | Épisode 8      | 5 décembre 2013             | Jeudi 21 h 45        | 5 300 000 | 24,2 % |